# شعارهای ضد ال‌جی‌بی‌تی

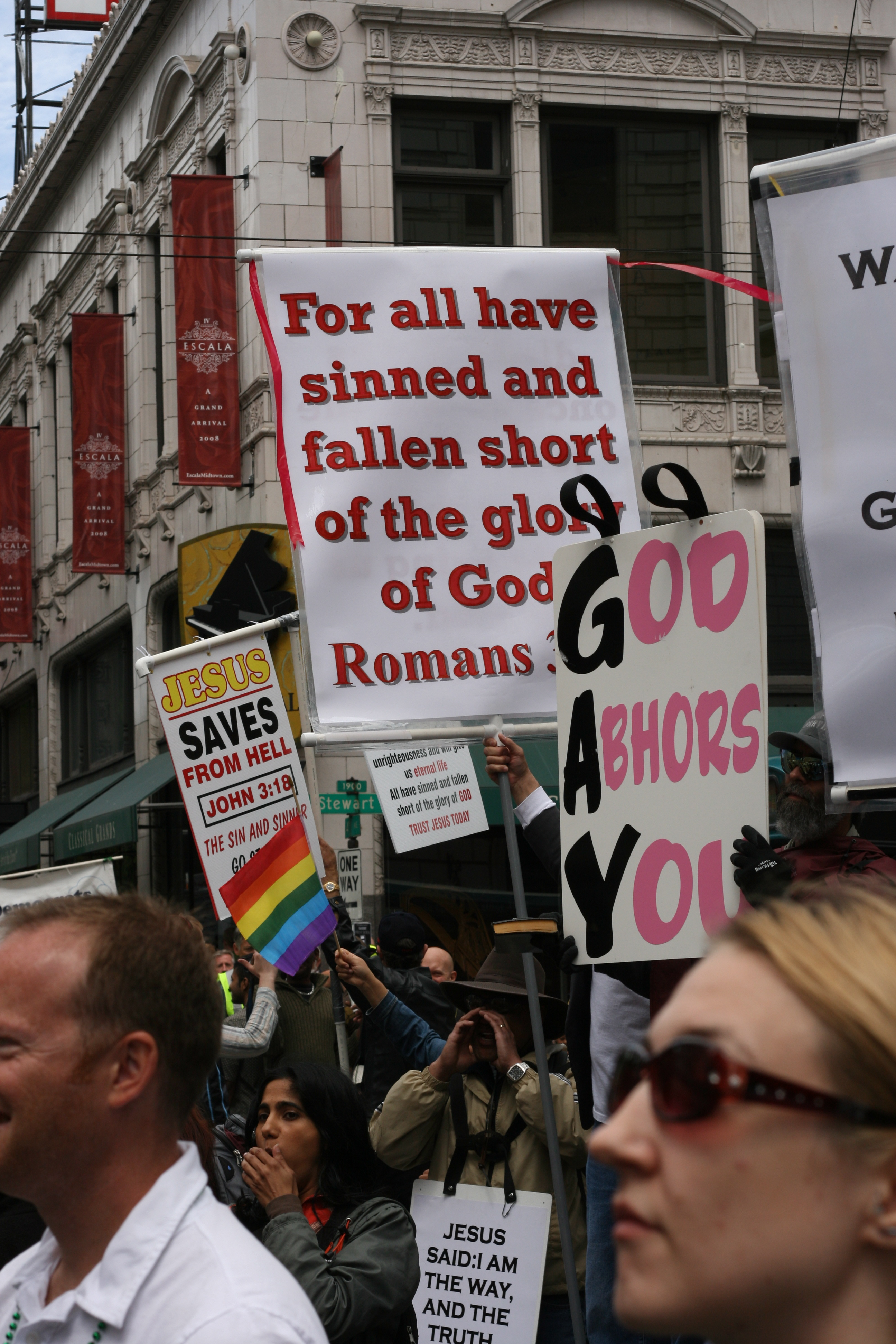
تظاهرات ضد دگرباشی در شهر سیاتل، واشینگتن- ایالات متحده آمریکا

شعارهای ضد دگرباشی (انگلیسی: Anti-LGBT rhetoric)، شعارهایی هستند که علیه دگرباشان جنسی از جمله همجنسگرایان مرد، همجنسگرایان زن، دوجنسگرایان و تراجنس‌ها گفته می‌شود و برای تحقیر نمودن آنهاست. کسانی که این شعارها را سر می‌دهند دلایلی را برای خود دارند؛ از جمله دلایل مذهبی و اخلاقی. این شعارها معمولاً پایه‌های ایدئولوژی ناهمجنس‌خواهی است و می‌تواند ترغیب‌کننده و گسترش دهندهٔ هوموفوبیا، تراجنس‌هراسی و امثال آن در سطح جامعه باشد.